# Courage (戸松遥の曲)
「courage」（カーレッジ）は、戸松遥の14枚目のシングル。2014年12月3日にミュージックレインから発売された。

## 概要
前作「Fantastic Soda!!」から約4か月を置いてリリースされた、通算14枚目のシングル（2014年内に発売されたシングルは本作で3枚目となる）。表題曲「courage」は、テレビアニメ『ソードアート・オンラインII』キャリバー編およびマザーズ・ロザリオ編のオープニングテーマに起用された。戸松のシングル表題曲がテレビアニメの主題歌に起用されるのは10枚目の「Q&A リサイタル!」以来2年ぶりとなる。
初回生産限定盤・通常盤・SAO盤（期間生産限定盤）の3種リリースであり、初回生産限定盤にはDVDが封入されており、表題曲「courage」のPVと本作のコマーシャルメッセージの15秒バージョン・30秒バージョンが収録されている。SAO盤（期間限定盤）のディスクジャケットは、原作の挿絵担当abec描き下ろしによるアスナとユウキのイラストが描かれている。

## チャート成績
2014年12月15日付のオリコン週間シングルチャートでは初動2.4万を売り上げ4位を獲得。初動売上・順位共に自己最高記録を更新した。 
オリコンデイリーチャートでは、12月3日付で2位となり、こちらも自己最高記録を更新した。
2014年度の年間ランキングの最終週のリリースではあったが、初動のみでミュージックレインに所属する声優の2014年度最高売上となった。
発売2週目で3万枚を突破し、戸松の最大のヒット曲となった。

## 収録曲

### CDシングル
全編曲：古川貴浩
1. courage [4:11]
  - 作詞・作曲：Nori
  - テレビアニメ『ソードアート・オンラインII』キャリバー編 / マザーズ・ロザリオ編オープニングテーマ
  - キャリバー編とマザーズ・ロザリオ編でOP映像の一部が異なっている。
2. セパレイト・ウェイズ
  - 作詞・作曲：鈴木健太朗
  - 『ソードアート・オンラインII』キャリバー編 / マザーズ・ロザリオ編 (第24話・挿入歌)
3. courage（Instrumental）

### DVD（初回生産限定盤のみ同梱）
1. courage（Music Clip）
2. courage（TV Spot 15sec+30sec）

## チャート
| チャート（2014年）                | 最高位 |
| --------------------------------- | ------ |
| オリコン                          | 4      |
| Billboard Japan Hot 100           | 3      |
| Billboard Japan Hot Animation     | 1      |
| Billboard Japan Hot Singles Sales | 4      |
| サウンドスキャンジャパン          | 3      |

## 楽曲の収録アルバム
| 発売日               | アルバムタイトル                  | 備考                      |
| courage              | courage                           | courage                   |
| -------------------- | --------------------------------- | ------------------------- |
| 2015年3月18日        | Harukarisk*Land                   | 3作目のオリジナルアルバム |
| 2016年6月15日        | 戸松遥 BEST SELECTION -sunshine-  | 戸松遥のベストアルバム    |
| セパレイト・ウェイズ |                                   |                           |
| 2016年6月15日        | 戸松遥 BEST SELECTION -starlight- | 戸松遥のベストアルバム    |